# Georg Kössler

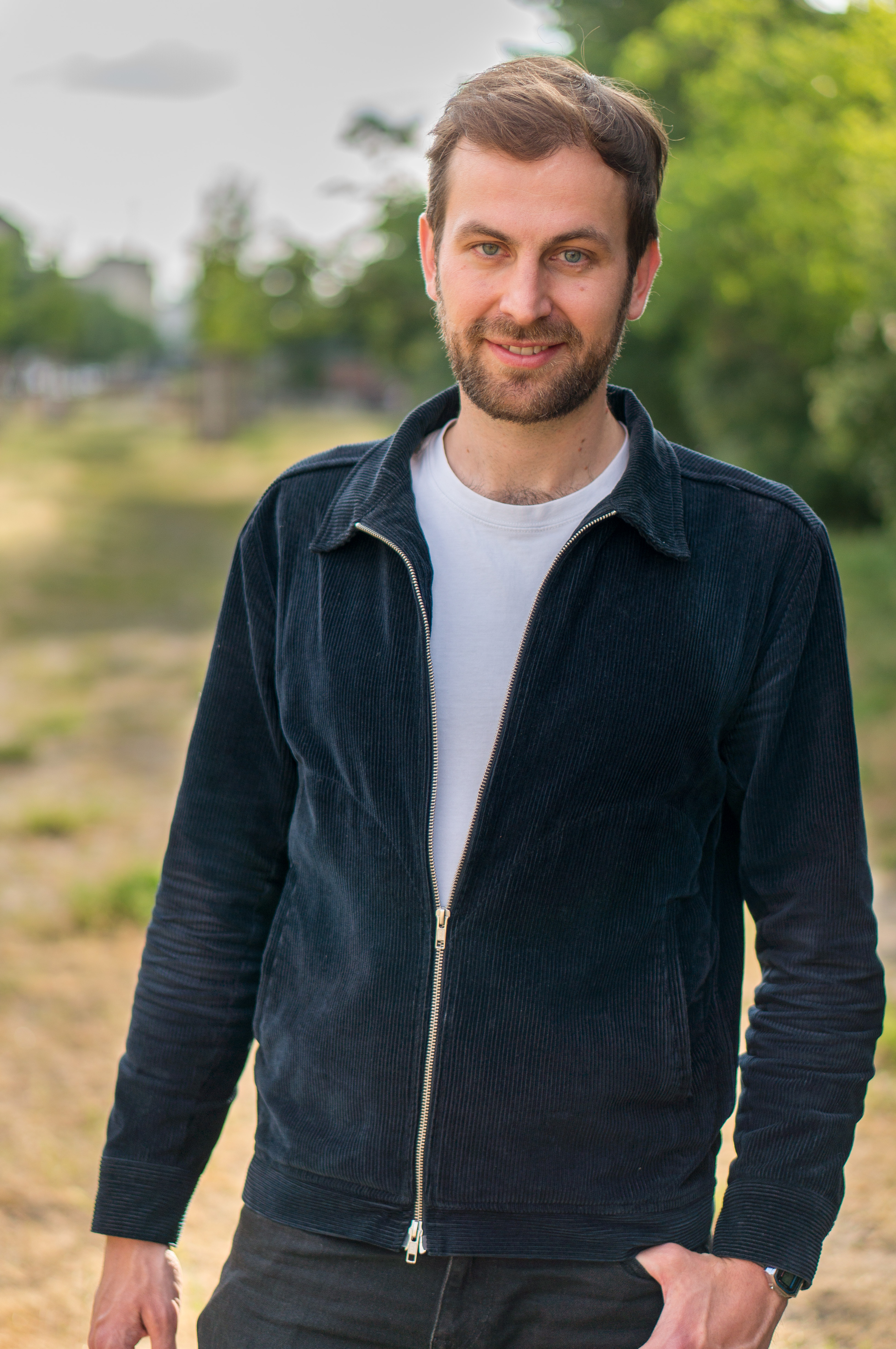
Georg Kössler (2021)

Georg Philipp Kössler (* 21. Dezember 1984 in Ost-Berlin) ist ein ehemaliger deutscher Politiker (Bündnis 90/Die Grünen, Mitgliedschaft ruht) und heutiger Klimaaktivist. Er war von 2016 bis 2021 Abgeordneter im Abgeordnetenhaus von Berlin und ist seit Juli 2022 Leiter Politik bei Greenpeace.

## Biografie
Kössler wuchs im Ost-Berliner Bezirk Köpenick auf. Nach dem Abitur an der Alexander-von-Humboldt-Oberschule studierte er Politische Wissenschaften an der Universität Erlangen, mit einem Auslandsaufenthalt in Schweden, und an der Freien Universität Berlin. Er schloss dort mit einem Diplom ab und absolvierte zudem einen Master of European Political Sociology der Högskolan Dalarna. Anschließend war er für die Heinrich-Böll-Stiftung als Referent für Internationale Klimapolitik und für die Bundestagsfraktion der Grünen tätig, unter anderem als Energiereferent und als Referent für die Abgeordnete Bärbel Höhn. Nach seinem Ausscheiden aus dem Abgeordnetenhaus wurde er im Juli 2022 Leiter Politik bei Greenpeace.
Er ist Aufsichtsratsmitglied der BürgerEnergie Berlin eG.

## Partei und Politik
Kössler gehörte der Grünen Jugend seit 2005 an und war deren Politischer Geschäftsführer von 2010 bis 2011. Anschließend war er fünf Jahre lang Sprecher der Bundesarbeitsgemeinschaft Energie seiner Partei. Von 2007 bis 2010 war er im Vorstand der Global Young Greens tätig und organisierte in dieser Funktion deren Kongress 2010 in Berlin mit. Kössler engagiert sich insbesondere zu Fragen des Klimaschutzes und ist seit 2009 in der Klimabewegung aktiv. Dabei war er Mitglied der Politgruppe „gegenstromberlin“  und Mitbegründer des Bündnisses „Kohleausstieg Berlin“.
Schwerpunkte seiner Tätigkeit im Abgeordnetenhaus waren der Berliner Kohleausstieg, die Anpassung an den Klimawandel, die Verwirklichung des Eine-Welt-Hauses und die Sicherung der Berliner Clubszene. Darüber hinaus setzt Kössler sich dafür ein, Berlin zur Fair-Trade-Town zu machen, dem beschlossenen Leitbild Zero Waste in Berlin näher zu kommen und das massive Aufkommen von Coffee-to-go-Bechern in Berlin zu reduzieren. Als parlamentarischer Beobachter begleitete er mehrfach Aktionen gegen Räumungen und die Ende-Gelände-Proteste.
Bei der Wahl 2016 kandidierte er im Wahlkreis Neukölln 3 (21,7 % Erststimmen) und erhielt über die Landesliste (Platz 12) ein Mandat. Bei der Wahl 2021 verfehlte er den Einzug ins Abgeordnetenhaus. Stand September 2022 ruht seine Parteimitgliedschaft.

## Rezeption
Im Juni 2019 erzielte er mediale Aufmerksamkeit, als er sich auf Twitter zu einem Landwirt äußerte, dessen Felder von Klimaaktivisten der Aktion Ende Gelände niedergetrampelt wurden. Georg Kössler und seine Kollegin, die Grünen-Chefin von Rheinland-Pfalz Jutta Paulus, waren persönlich vor Ort. Er schrieb dem Landwirt, der sich über die Verwüstung der Felder beklagte, öffentlich eine Nachricht, dass seine Möhren nicht wichtiger als das Klima seien. Als Folge geriet Kössler in den Blickpunkt der Öffentlichkeit, worauf auf seine Flugreisen Augenmerk gelegt wurde. Die AfD-Fraktion im Berliner Abgeordnetenhaus erstellte auf Basis Kösslers Urlaubsfotos ein Video, welches mögliche Flugreisen zeigen soll und auf Facebook binnen 20 Stunden mehr als 100.000 Mal aufgerufen wurde. Kössler bezeichnete das Video als Fälschung und wies darauf hin, es habe zwei Drittel der von der AfD monierten Flüge nicht gegeben. Gegen Kössler wurde zudem über den Messenger Telegram bezugnehmend auf den Fall Lübcke eine Morddrohung ausgesprochen.
Im September 2021 löschte der RBB einen Abendschau-Beitrag aus seiner Mediathek, in dem Kössler in einer Straßenumfrage zum Berliner Radverkehr zu Wort kam, ohne als Politiker gekennzeichnet zu sein.